# Ni Ni
Ni Ni (n. 8 august 1988) este o actriță chineză renumită pentru rolul ei în filmul The Flowers of War realizat de Zhang Yimou.

## Filmografie
| An   | Titlu                   | Titlul chinezesc | Rol          | Note                 |
| ---- | ----------------------- | ---------------- | ------------ | -------------------- |
| 2011 | The Flowers of War      | 金陵十三钗       | Yu Mo        |                      |
| 2013 | Redemption              | 杀戒             | Jiang Yuee   |                      |
| 2013 | Always Online           |                  |              | Film de scurt metraj |
| 2013 | Love Will Tear Us Apart | 我想和你好好的   | Miaomiao     |                      |
| 2013 | Up in the Wind          | 等风来           | Cheng Yumeng |                      |
| 2014 | Fleet of Time           | 匆匆那年         | Fang Hui     |                      |
| 2015 | Bride Wars              | 新娘大作战       |              |                      |